# Going to California
«Going to California»  es la penúltima canción de Led Zeppelin para su cuarto álbum de estudio, Led Zeppelin IV, lanzado en 1971.

## Análisis
El sonido melancólico y perteneciente al estilo folklórico de este tema, con la voz de Robert Plant como principal, la guitarra acústica de Jimmy Page y la mandolina de John Paul Jones contrasta con las guitarras más pesadas del resto del disco.
La canción es sobre la cantante canadiense Joni Mitchell, a quien Page y Plant admiraban mucho. En las interpretaciones en vivo, Plant generalmente decía "Joni" luego de la siguiente estrofa (que se cree que fue inspirada en el tema de Mitchell "I Had a King"):

To find a Queen without a King,
They say she plays guitar and cries, and sings

En una entrevista que dio para la revista Spin en 2002, Plant afirmó que esta canción "puede ser líricamente avergonzante a veces, pero resume muy bien lo que era mi vida cuando yo tenía 22". En otra entrevista que dio para la misma revista en 2007, dijo que su canción se refiere a "mi impresión de los primeros años del grupo, cuando tenía aproximadamente 20 años y estaba luchando por encontrarme a mí mismo en la locura de California y las bandas y los groupies…"
El tema empezó siendo una canción sobre los terremotos en California cuando Jimmy Page, el ingeniero de audio Andy Johns y el mánager Peter Grant viajaron a Los Ángeles para mezclar el álbum y vivieron un terremoto menor. En ese entonces, su título era "Guide to California"
En los conciertos de Led Zeppelin la banda interpretaba esta canción en los sets acústicos. La ejecutaron por primera vez en el tour de Primavera de 1971 en el Reino Unido. En la versión en vivo de los conciertos de 1975 en la edición en DVD se los observa tocándola.
También fue tocada en las giras de Robert Plant como solista entre 1988 y 1989 y en el show de Knebworth Silver Clef en 1990. También la cantó en su Mighty ReArranger Tour, pero esta vez con un doble acompañamiento de bajo y sintetizadores.

## Personal
- Robert Plant: Voz
- Jimmy Page: Guitarras
- John Paul Jones: Mandolina

## Versiones
- 1993: Dread Zeppelin (Hot & Spicy Beanburger)
- 1994: Marc Jöcis (State of the Heart)
- 1995: Never the Bride (Encomium: A Tribute to Led Zeppelin)
- 1995: Michael White & The White (Plays the Music of Led Zeppelin)
- 1996: Edgar Cruz (The A.R.T. of Edgar Cruz)
- 1997: Jaz Coleman and the London Philharmonic Orchestra (Kashmir: Symphonic Led Zeppelin)
- 1997: Zakk Wylde (Stairway to Heaven)
- 1998: Morgaua Quartet (Destruction: Rock Meets Strings)
- 1998: Cinnamon (The Song Replays the Same II)
- 1998: Pearl Jam ("Given to Fly", instrumental cover)
- 1999: Great White (Great Zeppelin: A Tribute to Led Zeppelin)
- 1999: The String Quartet (The String Quartet Tribute to Led Zeppelin)
- 1999: Jay Aston (The Song Remains Remixed: A Tribute to Led Zeppelin, Rosetta Stone remix)
- 2000: Joseph Patrick Moore (Soul Cloud)
- 2000: Clove (Go)
- 2000: Mario da Silva (Meet Mario)
- 2000: Dennis Caplinger (Pickin' on Zeppelin: A Tribute)
- 2001: Richard DeVinck (Going to California: A Classical Guitarist's Tribute to Led Zeppelin)
- 2001: Out of Phase (A Tribute to Led Zeppelin IV)
- 2001: Never Never (Never Never Tribute II)
- 2001: Simply Led (From the Land of the Ice and Snow)
- 2002: Katherine Ramírez (Livin, Lovin, Played: A Tribute to Led Zeppelin)
- 2003: Fuel (Something Like Human [bonus tracks edition])
- 2004: Paul Gilbert with John Paul Jones (Guitar Wars)
- 2004: Hampton String Quartet (HSQ Rides Again)
- 2004: Jamie Reno with Randi Driscoll (All American Music)
- 2004: Benjamin Levine (Chamber Maid: The Baroque Tribute to Led Zeppelin)
- 2004: The Classic Rock String Quartet (The Led Zeppelin Chamber Suite: A Classic Rock Tribute to Led Zeppelin)
- 2005: Liz Larin (Wake Up, Start Dreaming)
- 2005: Sly and Robbie (The Rhythm Remains the Same: Sly & Robbie Greets Led Zeppelin)
- 2005: Sun Palace (Give Me a Perfect World)
- 2005: The Young Unknowns (The East Village Sessions: Volume 1)
- 2005: Led Zepagain (A Tribute to Led Zeppelin)
- 2006: The Analogues (The Analogues)
- 2006: Julian Coryell (Undercovers)
- 2006: Bar 12 (Start the Machine)
- 2006: The Rockies (The Hits Re-Loaded: The Music of Led Zeppelin)
- 2006: Michael Armstrong (Rockabye Baby! Lullaby Renditions of Led Zeppelin)
- 2007: Jake Shimabukuro (My Life)
- 2007: Kenny James (Give Me Peace)
- 2007: Anastasia Gilliam (Slip Beneath the Covers)
- 2007: Dawn Tyler Watson & Paul Deslauriers (En Dúo)
- 2007: Pascal Mono (La Rascasse: Monte Carlo, Volume I)
- 2007: The Boys from County Nashville (Long Ago and Far Away: The Celtic Tribute to Led Zeppelin)
- 2007: The Nowtet (The Nowtet Plays Zep!)
- 2008: Davey T Hamilton (Classics)
- 2008: Lore Constantine (Piano Expressions)
- 2008: Letz Zep (In Concert)
- 2009: Ben Lapps (The New Color)
- 2009: Hall Pass (Hard Rock Covers)
- 2012: Badums  (Ponele)
- 2015: Amy Lee (Cover)